# Chất lượng không khí trong nhà

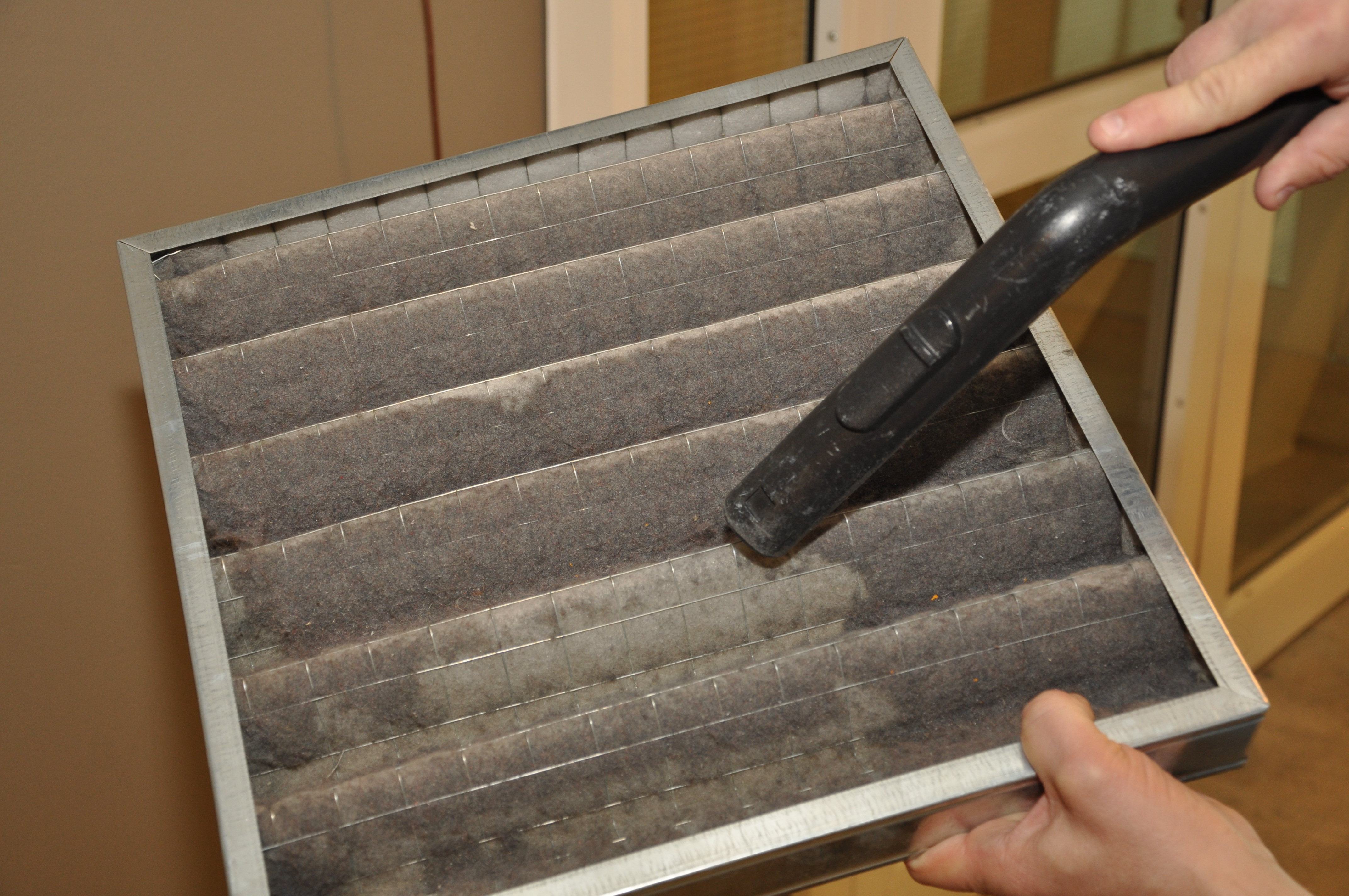
Một tấm lọc khí thông thường, đang được làm sạch bằng máy hút bụi

Chất lượng không khí trong nhà (IAQ) là thuật ngữ nói đến chất lượng không khí bên trong và xung quanh những tòa nhà và công trình kiến trúc, đặc biệt là khi nó liên quan đến sức khỏe và sự thoải mái của những người ở bên trong. IAQ có thể bị ảnh hưởng bởi các chất khí (bao gồm cacbon mônôxít, radon, hợp chất hữu cơ dễ bay hơi), các loại hạt trong không khí, chất gây ô nhiễm vi sinh (mốc, vi khuẩn), hay bất kỳ tác nhân gây căng thẳng nào về mặt khối lượng hoặc năng lượng mà có thể gây ra những ảnh hưởng xấu đến sức khỏe. Kiểm soát nguồn không khí, lọc và sử dụng hệ thống thông gió để làm giảm bớt các chất gây ô nhiễm là những phương pháp chính nhằm tăng chất lượng không khí trong hầu hết các tòa nhà. Với nhà ở, ta có thể cải thiện IAQ bằng cách làm sạch các loại thảm trong nhà thường xuyên. Tổ chức EPA đã có hướng dẫn cho tần suất quét dọn tùy theo sự đi lại, số người ở trong nhà, thú nuôi, trẻ em và người hút thuốc. Các loại thảm và giẻ có tác dụng như các tấm lọc khí nên cần phải được làm sạch thường xuyên.
Việc xác định IAQ có liên quan đến việc thu thập các mẫu khí, quan sát sự tiếp xúc của người ở với chất gây ô nhiễm, thu thập mẫu vật liệu ở bề mặt các tòa nhà, và tính toán mô phỏng các dòng khí bên trong các tòa nhà.
IAQ là một phần của "Chất lượng môi trường sống trong nhà" (IEQ), mà bao gồm cả IAQ cũng như những khía cạnh về sức khỏe và tâm lý của cuộc sống bên trong nhà.
Chất lượng không khí trong nhà ở các nước đang phát triển là mối đe dọa nguy hiểm nhất toàn cầu. Một lượng lớn chất gây ô nhiễm trong nhà ở các nước đang phát triển là từ việc đốt sinh khối (như gỗ, than gỗ, phân động vật, hay bã từ sản phẩm nông nghiệp) để sưởi ấm và nấu nướng. Hậu quả từ việc tiếp xúc với các hạt trong không khí ở mức độ cao là từ 1.5 triệu đến 2 triệu người chết trong năm 2000.

## Những chất gây ô nhiễm thường thấy

### Hút thuốc thụ động

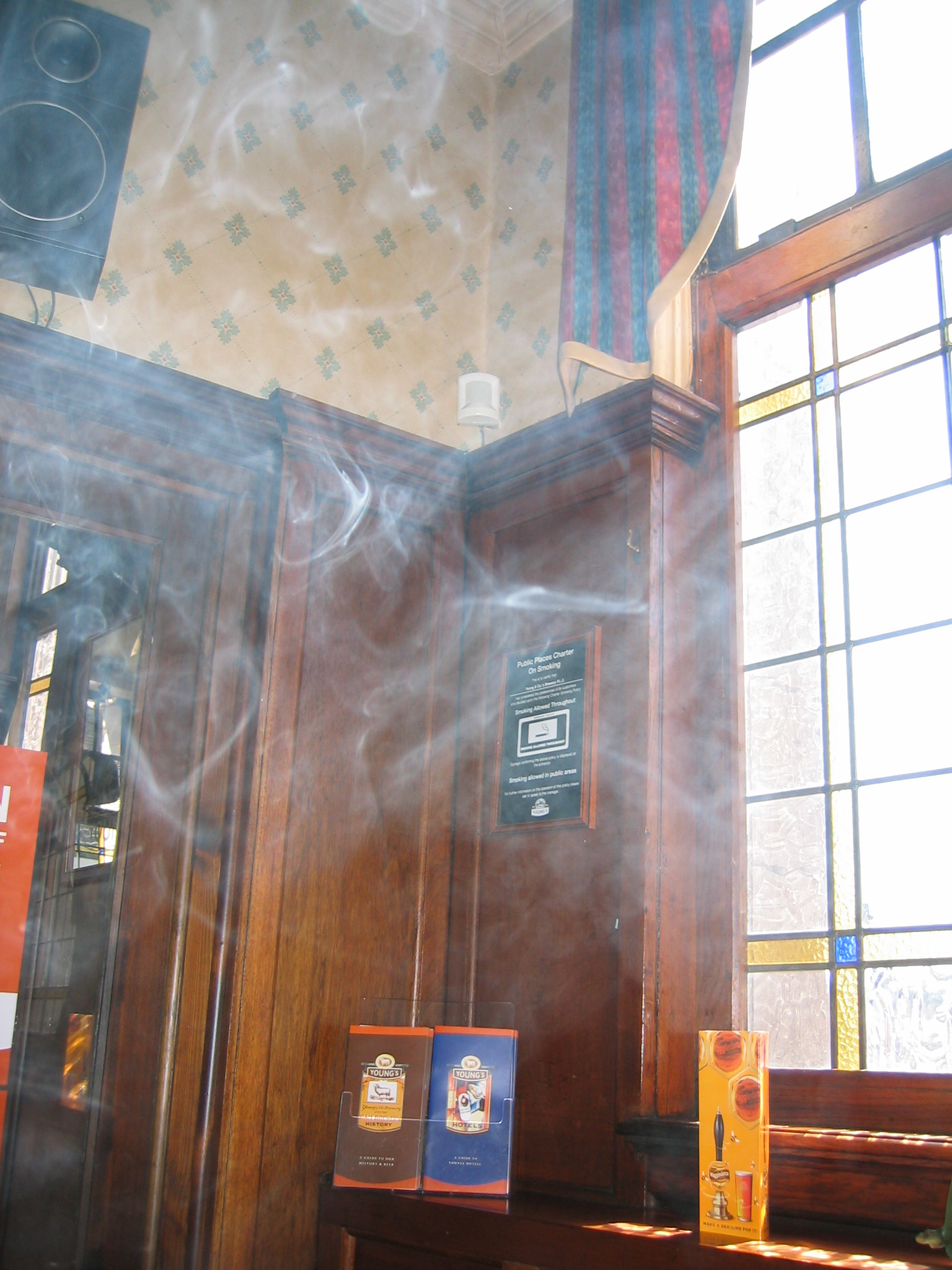
Khói thuốc bay trong không khí, trong 1 quán nước

Hút thuốc thụ động là khói thuốc lá mà ảnh hưởng đến những người khác nhiều hơn là người hút. Khói từ việc hút thuốc thu động bao gồm cả ở pha khí và dạng hạt rắn, với những mối nguy hại đặc thù phát sinh từ mức độ cacbon mônôxít (như đã chỉ ra bên dưới) và các hạt rất nhỏ (2.5 Micrômét) mà có thể xuyên qua sự chống đỡ tự nhiên của phổi). Phương pháp duy nhất hiện nay để cải thiện IAQ từ việc hút thuốc thụ động là thi hành các luật về không khói thuốc.

### Radon
Radon là một loại khí vô hình, có tính phóng xạ, là kết quả của sự phóng xạ của Radium, mà co thể được tìm thấy trong kết cấu đá bên dưới các tòa nhà hoặc lẫn trong vật liệu xây dựng các tòa nhà đó. Radon có lẽ là mối nguy hiểm nghiêm trọng và dễ lan tỏa nhất đối với không khí trong nhà tại Hoa Kỳ và châu Âu, và chịu trách nhiệm cho 10 nghìn ca tử vong vì ung thư phổi mỗi năm. Trên thị trường có bán những bộ thử khí Radon tự sử dụng tương đối đơn giản, nhưng đối với một căn nhà được đem bán thì việc thử khí này phải được thực hiện bởi người có bằng cấp tại các bang ở Hoa Kỳ. Khí radon xâm nhập vào các tòa nhà dưới dạng "hơi đất" và là khí nặng nên nó sẽ tích tụ tại tầng thấp nhất. Radon cũng có thể được đưa vào trong tòa nhà qua đường dẫn nước đặc biệt là các vòi hoa sen trong phòng tắm. Các loại vật liệu xây dựng có thể là một nguồn radon hiếm gặp, nhưng ít khi được kiểm tra đối với các sản phẩm gạch, đá hay đá lát mang vào công trường; sự tích tụ radon là nhiều nhất đối với những ngôi nhà được ngăn cách tốt. Chu kỳ bán rã của radon là 3.8 ngày, cho thấy rằng một khi nguồn khí bị loại bỏ, mối nguy hại sẽ bị giảm mạnh trong vài tuần. Các phương pháp giảm trừ radon bao gồm niêm kín các tấm bê tông sàn, móng của tầng hầm, hệ thống rút nước, hay tăng cường sự thông thoáng. Chúng thường khá tốn kém nhưng rất hiệu quả và có thể giảm nhiều hoặc ngay cả loại bỏ hẳn nguồn ô nhiễm và những rủi ro liên quan đến sức khỏe.

### Các loại mốc và những chất gây dị ứng khác
Những hóa chất sinh học có thể phát sinh từ vật chủ theo nhiều cách, nhưng có hai loại thường thấy: (a) hơi ẩm gây ra sự phát triển của những tập đoàn mốc và (b) những chất tự nhiên thoát ra ngoài không khí chẳng hạn như "gàu" của động vật hay hạt phấn của thực vật. Mốc luôn đi kèm với hơi ẩm, và sự phát triển của mốc có thể bị ngăn chặn bằng cách giữ mức độ ẩm dưới 50%. Hơi ẩm hình thành bên trong những tòa nhà có thể phát sinh từ nguồn nước xâm nhập các khu vực của phần bao quanh toàn nhà, từ những đường ống bị rò rỉ, sự ngưng tụ do không được thông khí hợp lý, hay do hơi ẩm từ đất đi vào tòa nhà. Ở những chỗ mà vật liệu dạng xơ (giấy và gỗ, bao gồm những tấm vữa) bị ẩm và không được làm khô trong vòng 48 giờ, mốc có thể sinh sôi và tỏa những bào tử gây dị ứng vào không khí.
Trong nhiều trường hợp, nếu vật liệu không thể khô đi vài ngày sau khi bị nước xâm nhập, mốc bị cho là phát triển bên trong các hốc tường kể cả khi ta không thể nhìn thấy ngay. Qua một cuộc kiểm tra, mà có thể bao gồm việc làm hỏng vật liệu khi kiểm tra, người ta có thể xác định được sự hiện diện của mốc hay là không. Trong trường hợp mà nơi đó mốc có thể được thấy rõ và IAQ có thể đã bị ảnh hưởng, và cần phải được khắc phục. Việc kiểm tra mốc nên được thực hiện bởi một người để tránh sai sót và đảm bảo kết quả chính xác.
Có vài chủng loại mốc mà có chứa chất độc (mycotoxin). Tuy nhiên, sự tiếp xúc mycotoxin ở mức độ nguy hiểm qua sự hít thở là không tồn tại trong hầu hết các trường hợp, vì chất độc sinh ra bởi quả thể nấm và không ở mức đáng kể trong lượng bào tử được sinh ra. Mối nguy hiểm chính của sử phát triển mốc, khi chúng có liên quan đến IAQ, là từ những tính chất gây dị ứng trên vách tế bào của bào tử. Nghiêm trọng hơn hầu hết các tính chất gây dị ứng là khả năng khởi đầu những căn bệnh ở những người bị hen phế quản, một căn bệnh hô hấp nghiêm trọng.

### Cacbon mônôxít
Một trong những chất độc trong nhà nguy hiểm nhất là cacbon mônôxít (CO), là chất khí không màu, không mùi và là phó phẩm sinh ra từ sự đốt cháy không hoàn toàn các loại nhiên liệu hóa thạch. Các nguồn cacbon mônôxít thường gặp là khói thuốc lá, lò sưởi sử dụng nhiên liệu hóa thạch, lò nung trung tâm bị hỏng, và khí thải ô tô. Bằng cách chiếm lấy lượng oxygen từ não, hàm lượng cacbon mônôxít cao có thể gây ra buồn nôn, bất tỉnh và tử vong. Theo ACGIH (American Conference of Governmental Industrial Hygienists), giới hạn trung bình theo thời gian – cân nặng dành cho cacbon mônôxít là 25 ppm.
Lượng cacbon mônôxít trong nhà có thể được giảm đi một cách có phương pháp bằng các thực hiện các luật về không khói thuốc.

### Hợp chất hữu cơ dễ bay hơi
Các hợp chất hữu cơ dễ bay hơi (VOC) được thải ra dưới dạng khí từ những chất lỏng hay chất rắn nhất định. VOC gồm nhiều loại hóa chất đa dạng, một số có thể có những ảnh hưởng có hại ngắn hạn và lâu dài đến sức khỏe. Nồng độ của nhiều VOC thường cao hơn khi ở trong nhà (lên đến 10 lần) hơn là khi ở bên ngoài. VOC thường bị thải ra ngoài bởi nhiều loại sản phẩm với con số lên đến hàng ngàn. Ví dụ như: sơn và chất pha loãng, chất tẩy sơn, chất hỗ trợ tẩy rửa, thuốc trừ dịch hại, vật liệu xây dựng và vật dụng trong nhà, thiết bị văn phòng chẳng hạn như máy photo và máy in, mực bút xóa và giấy scan không cacbon, vật liệu vẽ và chế tạo bao gồm keo và các chất dính, bút lông không xóa, và các dung dịch hóa chất nhiếp ảnh.
Nước uống khử trùng bằng clo thải ra chloroform khi nước nóng được sử dụng ở nhà. Benzen thì từ nhiên liệu trữ trong các ga-ra. Dầu nấu ăn đun quá nóng sẽ thải ra acrolein và formaldehyd. Một bản phân tích tổng hợp của 77 bản khảo sát về VOC trong nhà tại Hoa Kỳ tìm thấy rằng mười chất nguy hiểm nhất trong nhà là acrolein, formaldehyd, benzen, hexachlorobutadien, acetaldehyde, 1,3-butadiene, benzyl chloride, 1,4-dichlorobenzene, cacbon tetrachloride, acrylonitrile, và vinyl chloride. Những hợp chất này đã vượt qua những tiêu chuẩn sức khỏe ở hầu hết các căn hộ.
Những hợp chất hữu cơ thường được sử dụng rộng rãi làm nguyên liệu cho nhiều sản phẩm dùng trong nhà. Các loại sơn, vẹc-ni, và sáp đều chứa các dung môi hữu cơ, cũng như nhiều loại chất tẩy rửa, khử trùng, mỹ phẩm, tẩy nhờn. Những loại nhiên liệu được sản xuất từ các hóa chất hữu cơ. Tất cả những sản phẩm này có thể thải ra những hợp chất hữu cơ trong khi được sử dụng, và ở một mức độ nào đó khi chúng được lưu trữ. Việc kiểm tra khí thải từ những vật liệu xây dựng được sử dụng trong nhà đã trở nên khá phổ biến đối với các loại tấm trải sàn nhà, sơn, và nhiều loại vật liệu xây dựng, hoàn thiện quan trọng trong nhà khác.
Một vài sáng kiến được xem xét nhằm làm giảm sự ô nhiễm không khí trong nhà bằng cách giới hạn khí thải VOC từ các sản phẩm. Có những quy định ở Pháp và Đức, và nhiều chương trình ecolabel tự nguyện, cùng với những hệ thống đánh giá với các tiêu chuẩn khí thải có chứa ít VOC chẳng hạn như EMICODE, M1, Blue Angel  và Indoor Air Comfort  ở châu Âu, cũng như California Standard CDPH Section 01350  với những chương trình khác ở Hoa Kỳ. Những sáng kiến này đã thay đổi thị trường nơi mà đang có sự tăng lên về số lượng sản phẩm ít khí thải trong những thập kỷ trước.
Ít nhất 18 VOC vi sinh đã được mô tả , bao gồm 1-octen-3-ol, 3-methylfuran, 2-pentanol, 2-hexanone, 2-heptanone, 3-octanone, 3-octanol, 2-octen-1-ol, 1-octene, 2-pentanone, 2-nonanone, borneol, geosmin, 1-butanol, 3-methyl-1-butanol, 3-methyl-2-butanol, và thujopsene. Chất đầu tiên được gọi là rượu nấm. Bốn chất cuối cùng là sản phẩm của Stachybotrys chartarum, có liên kết với những triệu chứng bệnh văn phòng.

### Vi khuẩn Legionella
Legionellosis hay còn gọi là bệnh Legionnaire (nhiễm trùng phổi), gây ra bởi vi khuẩn sống dưới nước là Legionella, sinh sôi rất tốt trong môi trường nước tù đọng và ấm áp. Phương thức lây lan chủ yếu là qua sự hình thành hiệu ứng aerosol, thường nhất là từ những tháp giải nhiệt bay hơi hay đầu phun hoa sen. Một nguồn Legionella thường thấy trong những tòa nhà thương mại là từ những tháp giải nhiệt bay hơi được đặt sai vị trí và ít được bảo trì, mà thường hay xả nước ra dưới dạng aerosol, có thể xâm nhập vào các miệng gió gần đó. Dịch bệnh lây lan ở những trung tâm y tế và bệnh xá, nơi mà những bệnh nhân thường bị suy giảm miễn dịch hoặc miễn dịch yếu, và những ca bệnh thường được báo cáo nhiều nhất là Legionellosis. Có hơn một trường hợp có liên quan đến những vòi nước công cộng bên ngoài nơi nhiều người tập trung. Sự hiện diện của Legionella trong những nguồn cấp nước tại những tòa nhà thương mại thường bị báo cáo sai lệch khá cao, vì với những người khỏe mạnh thì phải có sự tiếp xúc nhiều mới bị lây nhiễm.
Xét nghiệm Legionella thường bao gồm việc thu thập mẫu nước và mẫu phết bề mặt từ bồn làm mát, đầu phun hoa sen, vòi nước, và những vị trí khác mà nước ấm tập trung. Sau đó mẫu được cấy và "đơn vị hình thành tập đoàn" (cfu) của Legionella được xác định số lượng theo cfu/lít.
Legionella là ký sinh của vi khuẩn đơn bào chẳng hạn như amip, và do đó chúng cần phải có điều kiện thích hợp cho cả hai. Vi khuẩn sẽ tạo thành một màng vi sinh để kháng lại những hóa chất và chất xử lý chống vi sinh, bao gồm cả Clo. Xử lý sự lây lan Legionella trong những tòa nhà thương mại có nhiều cách, nhưng thường bao gồm việc dội rửa bằng nước nóng (160 độ F; 70 độ C), tiệt trùng nước tĩnh trong các bể làm mát, thay thế các đầu phun hoa sen, và trong một vài trường hợp cần dội rửa các muối kim loại nặng. Những biện pháp xử lý phòng ngừa bao gồm việc điều chỉnh nhiệt độ nước nóng là 120 độ F tại vòi, đánh giá bản vẽ thiết kế nhà máy, loại bỏ các mảnh lưới chặn vòi nước, và kiếm tra thường kỳ các khu vực nghi ngờ có nhiễm khuẩn.

### Các loại vi khuẩn khác
Có nhiều loại vi khuẩn gây ảnh hưởng đáng kể đến sức khỏe mà được tìm thấy trong không khí và những bề mặt trong nhà. Vai trò của những vi khuẩn ở môi trường trong nhà đang được nghiên cứu nhiều hơn bằng cách sử dụng các bản phân tích dựa trên di truyền của các mẫu ngoài môi trường. Hiện tại đang có nhiều nỗ lực nhằm liên kết những nhà sinh thái học vi sinh và các nhà khoa học về không khí trong nhà để đưa ra những phương pháp mới dành cho phân tích và đưa ra kết quả tốt hơn.
Số lượng vi khuẩn trong cơ thể người (human flora) thì xấp xỉ gấp 10 lần toàn bộ tế bào của cơ thể người, với một lượng lớn vi khuẩn ngoài da và trong hệ tiêu hóa (gut flora). Một phần lớn vi khuẩn được tìm thấy trong không khí và bụi ở trong nhà là rơi ra từ con người. Trong số những vi khuẩn quan trọng nhất được biết đến mà xuất hiện trong không khí ở trong nhà là Mycobacterium tuberculosis, Staphylococcus aureus, phế cầu khuẩn.

### Sợi amiăng
Nhiều loại vật liệu xây dựng thông thường được sử dụng trước năm 1975 đều có chứa amiăng, chẳng hạn như các tấm lót sàn, dán trần, ván ốp, vật liệu chống cháy, hệ thống sưởi, vật liệu bọc ống, vật liệu trát tường, matit, và những loại vật liệu cách nhiệt khác. Thường thì một lượng sợi đáng kể từ sợi amiăng sẽ không bị thoát ra trừ khi vật liệu xây dựng bị xáo trộn, chẳng hạn như cắt, rải cát, khoan hay tu sửa lại tòa nhà. Loại bỏ vật liệu có chứa amiăng cũng không phải luôn là tối ưu vì các sợi có thể bị phân tán vào không khí trong suốt quá trình loại bỏ. Thay vào đó, một chương trình kiểm sót vật liệu có chứa amiăng tránh bị ảnh hưởng thì vẫn được khuyến nghị.
Khi những vật liệu có chứa amiăng bị hỏng hay bị phân hủy, các sợi cực nhỏ bị phân tán vào không khí. Hít phải các sợi amiăng lâu dài thường làm tăng nguy cơ ung thư phổi, một dạng u trung biểu mô đặc thù. Nguy cơ ung thư phổi từ việc hít phải sợi amiăng cũng cao hơn là của những người hút thuốc lá. Những triệu chứng bệnh thường không xuất hiện khoảng từ 20 đến 30 năm sau lần tiếp xúc đầu tiên với amiăng.
Amiăng được tìm thấy trong những ngôi nhà và tòa nhà cũ, nhưng thường xuất hiện trong các trường học và môi trường công nghiệp. Chính quyền liên bang Hoa Kỳ và một số bang đã đặt ra những tiêu chuẩn về mức độ Amiăng được cho phép hiện diện trong không khí ở nhà. Đối với những trường học thì có những quy định nghiêm ngặt riêng được áp dụng.

### Cacbon dioxide
Cacbon dioxide (CO2) là chất thay thế, tương đối dễ đo đạc thay cho những chất gây ô nhiễm trong nhà mà thải ra bởi con người, và có liên quan đến hoạt động trao đổi chất ở con người. Cacbon dioxide ở nồng độ cao bất thường trong nhà có thể làm con người trở nên uể oải, đau đầu, hoặc chỉ hoạt động hạn chế. Con người là nguồn cacbon dioxide chính ở trong hầu hết cac tòa nhà. Nồng độ cacbon dioxide là chỉ thị sự thích hợp của sự thông khí bên ngoài tương ứng với mật độ người sống ở bên trong và hoạt động trao đổi chất.
Để loại trừ hầu hết các triệu chứng, tổng nồng độ cacbon dioxide trong nhà nên được giảm xuống thấp hơn 600 ppm. Viện nghiên cứu sức khỏe và an toàn nghề nghiệp quốc gia (National Institute for Occupational Safety and Health (NIOSH)) quyết định rằng nồng độ cacbon dioxide trong nhà mà vượt quá 1000 ppm là dấu hiệu cho thấy sự thông thoáng không thích hợp.
Nồng độ cacbon dioxide tăng lên là do có người ở trong, nhưng chậm theo thời gian bởi sự gia tăng số người và không khí trong lành được đưa vào. Tốc độ trao đổi khí càng thấp thì sự tích tụ cacbon dioxide đến mức nồng độ gần như là "ổn định" sẽ càng chậm, mà từ đó những hướng dẫn của NIOSH và UK được dựa theo. Do đó, sự do đạc lượng cacbon dioxide cho mục đích đánh giá sự thích hợp của việc thông gió cần phải được thực hiện sau một khoảng thời gian kéo dài, kể từ khi có người ở và thông thoáng ổn định. Ở các trường học thì ít nhất là 2 giờ, và ở các văn phòng là 3 giờ - vì những nồng độ này là sự chỉ thị thích hợp cho việc thông thoáng đầy đủ. Những dụng cụ di động được sử dụng để đo đạc lượng cacbon dioxide nên được hiệu chuẩn thường xuyên, và những phép đo ngoài trời dùng để tính toán nên được thực hiện sát với những phép đo trong nhà. Sự chỉnh sửa hiệu ứng nhiệt độ trên các phép đo thực hiện ngoài trời có thể cũng cần thiết.

Nồng độ cacbon dioxide trong một văn phòng khép kín có thể tăng lên đến hơn 1000 ppm trong vòng 45 phút.

Nồng độ cacbon dioxide trong những phòng kín hay chật hẹp có thể tăng lên đến 1000 ppm trong vòng 45 phút cách ly. 
Nồng độ cacbon dioxide trong những phòng kín hay chật hẹp có thể tăng lên đến 1000 ppm trong vòng 45 phút cách ly.

### Ôzôn
Ôzôn được tạo thành bởi tia tử ngoại từ mặt trời tác động đến bầu khí quyển của trái đất (đặc biệt là ở lớp ôzôn), tia sét, một số thiết bị điện cao thế nhất định (như máy lọc ion không khí), và là một phó phẩm của những chất gây ô nhiễm khác.
Ôzôn tồn tại ở nồng độ cao hơn tại những độ cao mà thường có máy bay dân sự bay qua. Nhũng phản ứng giữa ôzôn và những hóa chất trên các phương tiện, bao gồm dầu dưỡng da và mỹ phẩm, có thể tạo thành những chất hóa học độc hại. Bản thân ôzôn cũng gây kích thích các mô phổi và gây ảnh hưởng đến sức khỏe con người. Những máy bay cỡ lớn thường có các bộ lọc ôzôn nhằm làm giảm nồng độ ôzôn bên trong xuống mức an toàn và dễ chịu hơn.
Luồng không khí ở bên ngoài được sử dụng để làm thông thoáng có thể có đủ ôzôn để phản ứng với những chất ô nhiễm thường gặp cũng như các loại dầu dưỡng da và những chất hóa học hay những bề mặt thường thấy trong nhà khác. Thông thoáng khí với luồng khí bên ngoài có chứa nồng độ ôzôn cao có thể làm phức tạp thêm những nỗ lực khắc phục.

## Hiệu quả từ những thực vật trong nhà

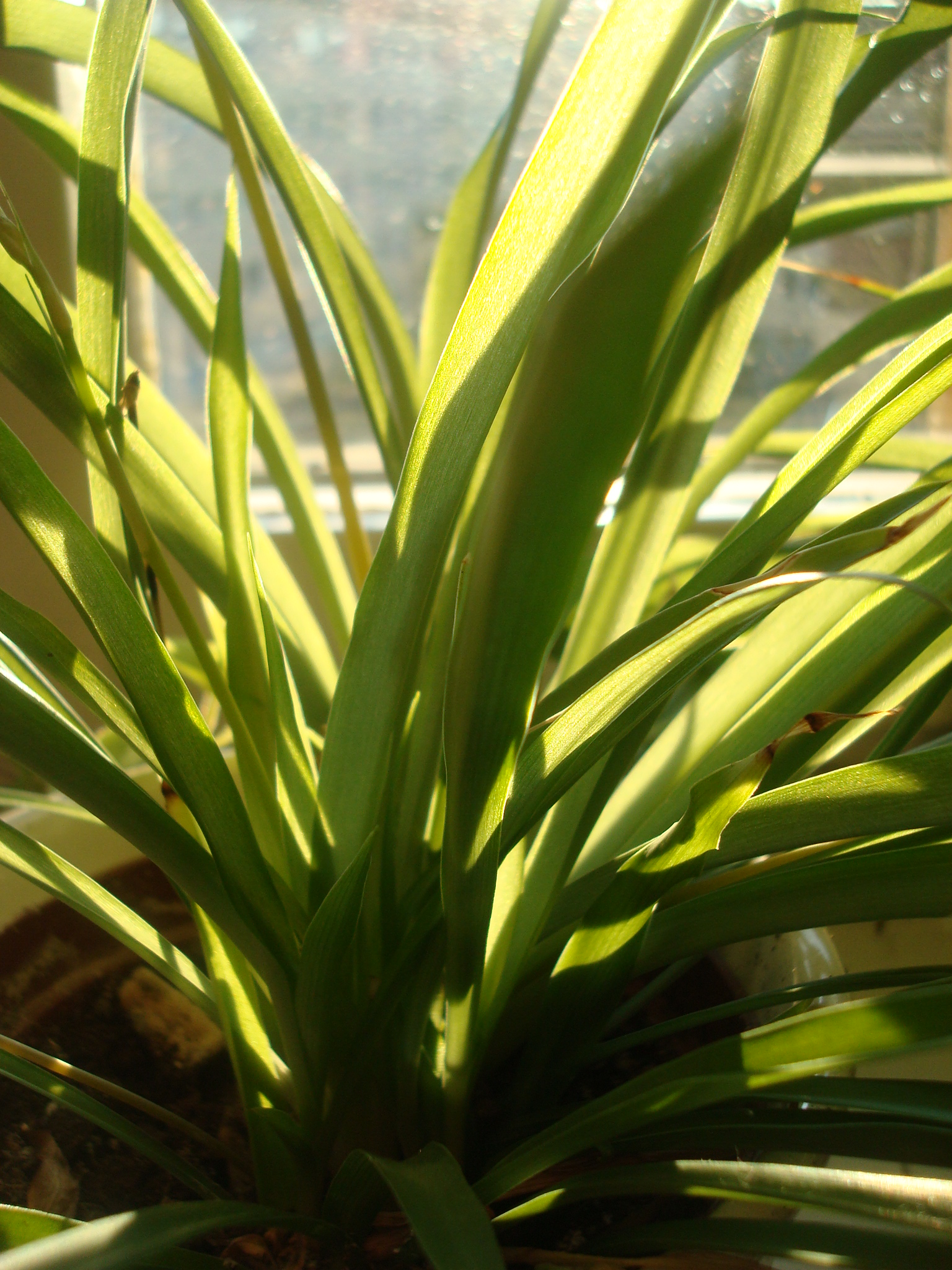
Cỏ nhện (Lục thảo trổ) có thể hấp thục một số chất gây ô nhiễm trong không khí.

Các loại thực vật trong nhà cùng với nơi mà chúng phát triển có thể làm giảm các thành phần gây ô nhiễm trong nhà, đặc biệt là những hợp chất hữu cơ dễ bay hơi (VOC) chẳng hạn như benzen, toluen, xylen. Thực vật hấp thụ cacbon dioxide và sinh ra khí oxy với nước, dù rằng ảnh hưởng về mặt số lượng là thấp. Hầu hết ảnh hưởng có tác dụng quanh nơi phát triển, nhưng kể cả những ảnh hưởng này cũng có những hạn chế đi cùng với loại và số nơi cũng như dòng khí đi qua nơi đó. Ảnh hưởng từ thực vật trong nhà đối với các hợp chất hữu cơ dễ bay hơi đã được nghiên cứu, thực hiện trong một phòng kín bởi NASA dành cho những ứng dụng khả thi trong việc chinh phục không gian. Kết quả cho thấy việc hấp thụ các chất đó cũng gần tương đương với sự thông thoáng mà xảy ra ở nơi sinh sống hiệu quả về năng lượng với tốc độ thông thoáng rất thấp, tỷ lệ khoảng 1/10 mỗi giờ. Do đó, sự rò rỉ không khí ở hầu hết các ngôi nhà hay các tòa nhà không thuộc khu dân cư, thông thường sẽ loại bỏ các chất gây ô nhiễm nhanh hơn là các loại thực vật do các nhà nghiên cứu báo cáo, và thử nghiệm bởi NASA. Những thực vật trong nhà hiệu quả nhất bao gồm lô hội. dây thường xuân, Nephrolepis exaltata với khả năng hấp thụ các hợp chất sinh hóa học.
Thực vật cũng có thể làm giảm vi khuẩn trong không khí, mốc và làm tăng độ ẩm. Tuy nhiên, độ ẩm tăng lên có thể dẫn đến sự gia tăng mốc và kể cả những hợp chất hữu cơ dễ bay hơi.
Khi nồng độ cacbon dioxide ở trong nhà tăng lên tương đương với nồng độ bên ngoài, đó là dấu hiệu duy nhất cho thấy việc thông thoáng không phù hợp để loại bỏ những thứ từ sự trao đổi chất có liên quan đến sự cư ngụ của con người. Thực vật cần cacbon dioxide để phát triển và sẽ tạo ra oxy khi chúng hấp thụ cacbon dioxide. Một nghiên cứu được công bố trên tạp chí Khoa học & Công nghệ môi trường đã xem xét tốc độ hấp thụ các keton và andehyde bởi Spathiphyllum (Spathiphyllum clevelandii) và trầu bà (Epipremnum aureum). Akira Tani và C.Nicholas Hewitt nhận thấy rằng "Kết quả của sự xông hóa chất dài hạn tiết lộ rằng tổng lượng hấp thụ nhiều gấp 30 – 100 lần so với lượng hóa chất hòa tan trong lá cây, cho thấy rằng các hợp chất hữu cơ dễ bay hơi được trao đổi bên trong lá cây và/hoặc được di chuyển qua cuống lá". Và rất đáng để báo với các nhà nghiên cứu đã niêm kín thực vật trong các túi Teflon. "Không thấy có dấu hiệu giảm các hợp chất hữu cơ dễ bay hơi trong túi khi không có thực vật trong đó. Tuy nhiên, khi thực vật được cho vào túi, lượng andehyde và keton đều giảm một cách chậm chạp nhưng liên tục, cho thấy sự hấp thụ bởi thực vật". Những nghiên cứu được thực hiện trong các túi kín không thật sự mô phỏng được những điều kiện bên trong nhà. Những điều kiện động lực học với sự thông thoáng không khí bên ngoài và những quá trình có liên quan đến các bề mặt trong các tòa nhà và vật dụng bên trong cũng như người sống trong đó cần phải được nghiên cứu.
Trong khi những kết quả khẳng định rằng thực vật trong nhà có thể hiệu quả khi hấp thụ một ít những hợp chất hữu cơ dễ bay hơi từ nguồn không khí, thì có một bài viết xem xét lại những nghiên cứu từ năm 1989 đến 2006 thực hiện trên những thực vật trong nhà để làm sạch không khí, tại hội nghị Healthy Buidings 2009 ở Syracuse, NY, kết luận rằng" ...Những thực vật trong nhà không có, hoặc chỉ có hạn chế lợi ích trong việc hấp thụ những hợp chất hữu cơ dễ bay hơi từ không khí trong những tòa nhà dân dụng và thương mại." 
Vì độ ẩm cao thường đi cùng với sự phát triển của mốc, phản ứng dị ứng, và phản ứng hô hấp, sự hiện diện của độ ẩm tăng thêm từ những thực vật trong nhà có lẽ là không được mong muốn ở tất cả các căn nhà.

## Thiết Kế HVAC
Những khái niệm về thiết kế chống chịu được môi trường cũng bao gồm những khía cạnh liên quan đến ngành công nghiệp HVAC thương mại và dân dụng. Sau vài lần xem xét, một trong những chủ đề được tham dự là sự ban hành tiêu chuẩn không khí trong nhà xuyên suốt giai đoạn thiết kế và thi công của một tòa nhà.
Một kỹ thuật làm giảm sự tiêu thụ năng lượng trong khi vẫn duy trì được chất lượng không khí, là thông thoáng được kiểm soát theo yêu cầu. Thay vì tùy chỉnh lưu lượng trao đổi khí cố định, các cảm ứng cacbon dioxide được sử dụng để kiểm soát lưu lượng này một cách hiệu quả hơn, tùy vào lượng khí thải của những người sống trong tòa nhà.
Trong vài năm qua, đã có nhiều tranh cãi giữa các chuyên gia chất lượng không khí trong nhà, về định nghĩa phù hợp và đặc biệt là những gì làm nên chất lượng không khí trong nhà "chấp nhận được".
Một phương pháp đảm bảo sức khỏe từ không khí trong nhà là sự thường xuyên trao đổi khí một cách hiệu quả bằng cách thay thế với không khí bên ngoài. Ví dụ như ở Anh, các lớp học yêu cầu phải có tỉ lệ trao đổi không khí bên ngoài là 2.5. Ở những sảnh đường, phòng tập thể thao, phòng ăn, và những nơi tập vật lý trị liệu, sự thông thoáng khí phải đủ để hạn chế lượng cacbon dioxide xuống còn 1500 ppm. Ở Hoa Kỳ, theo như những tiêu chuẩn của ASHRAE, sự thông thoáng khí trong lớp học là tùy vào lượng khí bên ngoài tính trên mỗi người cộng với lượng khí tính trên mỗi đơn vị diện tích tầng lầu, chứ không phải tỉ lệ trao đổi mỗi giờ.
Vì khí cacbon dioxide ở bên trong là từ những người cư ngụ và từ không khí bên ngoài, sự thông thoáng khí phù hợp tính theo người cư ngụ được tính bằng cách lấy nồng độ bên trong trừ đi nồng độ bên ngoài. Trong những lớp học, do yêu cầu theo như tiêu chuẩn 62.1 của ASHRAE, thông thoáng khí cho chất lượng không khí bên trong thích hợp, thì tỉ lệ trao đổi khí thường sẽ là khoảng 3/giờ, tùy vào số người ở trong đó. Tất nhiên là những người sống bên trong không phải là nguyên nhân gây ô nhiễm duy nhất, vì thế việc thông thoáng không khí ngoài trời có thể cần phải được nâng cao khi có những nguồn gây ô nhiễm bất thường hay nồng độ cao tồn tại bên trong. Khi không khí ngoài trời bị ô nhiễm, thì việc đưa thêm không khí từ bên ngoài vào có thể làm vấn đề tệ hơn và gây ra những triệu chứng liên quan đến ô nhiễm không khí cho người ở trong. Thường thì không khí ngoài trời ở vùng nông thôn sẽ tốt hơn là không khí bên trong nhà ở thành phố. Sự rò rỉ khí thải có thể xảy ra từ các ống thải của lò nung kim loại mà dẫn đến các ống khói khi mà có sự rò rỉ tại ống và đường kính ống dẫn khí bị giảm đi.
Việc sử dụng lọc khí có thể giữ lại một phần chất gây ô nhiễm. Các tấm lọc khí được sử dụng để giảm lượng bụi đi đến các ống ruột gà ẩm. Bụi có thể là nguồn dưỡng chất cho mốc phát triển trên các ống ruột gà và ống dẫn khí và có thể làm giảm hiệu quả của ống.
Kiểm soát hơi ẩm và độ ẩm cần vận hành hệ thống HVAC như được thiết kế. Việc này có thể gây xung đột với những nỗ lực nhằm tối ưu hóa sự vận hành để duy trì năng lượng. Ví dụ, kiểm soát hơi ẩm và độ ẩm yêu cầu hệ thống phải được thiết lập để cung cấp khí bổ sung ở nhiệt độ thấp hơn, thay vì ở nhiệt độ cao hơn mà đôi khi được sử dụng để duy trì năng lượng ở trong điều kiện khí hậu lạnh là chủ yếu. Tuy nhiên, với hầu hết Hoa Kỳ và nhiều vùng ở châu Âu, Nhật Bản thì phần lớn thời gian trong năm, nhiệt độ không khí ngoài trời là đủ lạnh nên không cần thiết phải làm mát hơn nữa để tạo sự dễ chịu trong nhà. Nhưng độ ẩm cao ngoài trời lại tạo ra những nhu cầu quan tâm kỹ hơn đối với độ ẩm trong nhà. Độ ẩm cao làm mốc sinh sôi phát triển, và hơi ẩm trong nhà thì đi kèm với các vấn đề về hô hấp đối với người bên trong.
"Nhiệt độ điểm sương" là một thước đo độ ẩm tuyệt đối trong không khí. Một số thiết bị được thiết kế với điểm sương là dưới 50 độ F, và một số thì cao hơn hoặc thấp hơn 40 độ F. Một số thiết bị được thiết kế sử dụng bánh xe hút ẩm với lò gia nhiệt đốt bằng gas để làm bánh xe khô vừa đủ đến điểm sương yêu cầu. Trên những hệ thống này, sau khi hơi ẩm bị tách khỏi khí bổ sung, một ống làm mát được dùng để hạ nhiệt độ xuống mức được mong muốn.
Những tòa nhà thương mại, và đôi khi là dân dụng, áp suất không khí thường được giữ ở mức dương so với bên ngoài để giảm sự xâm nhập. Giới hạn sự xâm nhập giúp kiểm soát hơi ẩm và độ ẩm.
Việc làm loãng các chất gây ô nhiễm trong không khí với không khí ngoài trời cũng có hiệu quả vì sự thật là không khí ngoài trời không có chất ô nhiễm gây hại.Khí ôzôn từ không khí ngoài trời xuất hiện trong nhà với nồng độ thấp hơn là vì ôzôn phản ứng rất mạnh với nhiều loại hóa chất tìm thấy trong nhà. Sản phẩm của những phản ứng này bao gồm các hợp chất hữu cơ mà có thể gây mùi, dị ứng hay độc tính hơn những chất ban đầu. Những chất này bao gồm formaldehyde, các aldehyde với phân tử nặng hơn, aerosol tính axit, và các hạt mịn đến cực mịn. Tốc độ thông thoáng khí ngoài trời càng cao, thì nồng độ ôzôn trong nhà cũng cao và sẽ dễ xảy ra các phản ứng hơn. Nhưng kể cả khi ở nồng độ thấp, các phản ứng vẫn xảy ra. Điều này cho thấy rằng ôzôn cần phải bị loại bỏ từ luồng không khí làm thoáng, đặc biệt là ở những khu vực mà lượng ôzôn ngoài trời thường khá cao. Những nghiên cứu gần đây cho thấy rằng tỉ lệ tử vong và bệnh tật tăng lên trong dân số tổng quát trong suốt những thời kỳ mà có lượng ôzôn ngoài trời tăng cao, và ngưỡng của hiệu ứng này là khoảng 20 phần tỷ (ppb).

## Sinh thái học xây dựng
Người ta thường cho rằng những tòa nhà là những thực thể vật lý bất động, tương đối ổn định theo thời gian. Điều này ngụ ý rằng có rất ít sự tương tác giữ 3 yếu tố là tòa nhà, những gì bên trong nó (người ở và vật dụng), và những gì xung quanh nó (môi trường bên ngoài). Chúng ta thường thấy phần lớn khối lượng vật liệu trong một toàn nhà một cách chung chung cũng như lượng vật liệu tương đối không đổi theo thời gian. Thật sự, bản chất thật của những tòa nhà có thể được quan sát như là kết quả của một tập hợp phức tạp những tương tác động lực học giữa những nhân tố vật lý, hóa học, và sinh học. Những tòa nhà có thể được mô tả và được hiểu như những hệ thống phức tạp. Nghiên cứu và ứng dụng những phương pháp mà những nhà sinh thái học sử dụng để hiểu được các hệ sinh thái – có thể giúp tăng thêm sự hiểu biết của chúng ta. "Sinh thái học xây dựng" được đề xuất ở đây là sự ứng dụng những phương pháp cho môi trường xây dựng mà có cân nhắc đến động lực học hệ thống các tòa nhà, những người cư ngụ, và môi trường xung quanh.
Những tòa nhà luôn thay đổi dần một cách liên tục do kết quả của sự thay đổi môi trường xung quanh chúng cũng như người cư ngụ, vật liệu, và những hoạt động bên trong. Những bề mặt và không khí bên trong một tòa nhà tương tác liên tục, và sự tương tác này gây ra những thay đổi trong mỗi thứ. Ví dụ, chúng ta có thể thấy một cánh cửa sổ thay đổi nhẹ theo thời gian, khi mà nó trở nên bẩn, rồi được lau, rồi lại tích tụ bụi, và lại được lau nữa, cứ thế xảy ra. Thật sự, "bụi" mà chúng ta thấy có thể tích tụ là do kết quả của những tương tác giữa hơi ẩm, các hóa chất, và những vật chất sinh học được tìm thấy ở đó.
Những tòa nhà được thiết kế hoặc được dự kiến nhằm phản ứng lại một cách chủ động tới những thay đổi bên trong và xung quanh chúng với những hệ thống sưởi, làm lạnh, thông thoáng, làm tươi khí hay chiếu sáng. Chúng ta làm sạch, vệ sinh và bảo trì những bề mặt để tăng thêm vẻ bề ngoài, sự vận hành và độ bền. Trong những trường hợp khác, những thay đổi khó nhận thấy hay kể cả đáng kể sẽ thay đổi những tòa nhà theo những cách mà có thể quan trọng đối với tính toàn vẹn hay ảnh hưởng của chúng lên những người cư ngụ bên trong, thông qua sự thay đổi dần của những quá trình vật lý, hóa học, và sinh học mà xác định rõ chúng vào bất cứ lúc nào. Chúng ta có thể nhận thấy rằng sẽ khá hữu dụng khi kết hợp những công cụ của vật lý với công cụ của sinh học, và đặc biệt là một số phương pháp được sử dụng bởi những nhà khoa học đang nghiên cứu những hệ sinh thái, để có thể đạt được những hiểu biết tiến bộ về những môi trường mà chúng ta dành hầu hết thời gian cho chúng – là những tòa nhà
Sinh thái học xây dựng lần đầu tiên được mô tả lần đầu tiên bởi Hal Levin trong một bài báo của tạp chí Progressive Architecture phát hành vào tháng 4 năm 1981. Một cuộc thảo luận dài hơn về Sinh thái học xây dựng có thể được tìm thấy tại  và phần tài nguyên mở rộng thì tại trang web sinh thái học xây dựng BuildingEcology.com